# Landtags- und Gemeinderatswahlkreis Hietzing
Der Wahlkreis Hietzing ist ein Wahlkreis in Wien, der den Wiener Gemeindebezirk Hietzing umfasst. Bei der Landtags- und Gemeinderatswahl 2020 waren im Wahlkreis Hietzing 36.934 Personen wahlberechtigt, wobei bei der Wahl die Österreichische Volkspartei (ÖVP) mit 32,45 % als stärkste Partei hervorging. Neben der ÖVP, die eines der drei möglichen Grundmandate erreichte, erzielte auch die Sozialdemokratische Partei Österreichs (SPÖ) ein Grundmandat.

## Wahlergebnisse
| Landtags- und Gemeinderatswahlen im Wahlkreis Hietzing | Landtags- und Gemeinderatswahlen im Wahlkreis Hietzing | Landtags- und Gemeinderatswahlen im Wahlkreis Hietzing | Landtags- und Gemeinderatswahlen im Wahlkreis Hietzing | Landtags- und Gemeinderatswahlen im Wahlkreis Hietzing | Landtags- und Gemeinderatswahlen im Wahlkreis Hietzing | Landtags- und Gemeinderatswahlen im Wahlkreis Hietzing | Landtags- und Gemeinderatswahlen im Wahlkreis Hietzing | Landtags- und Gemeinderatswahlen im Wahlkreis Hietzing |
| Wahltermin                                             | GM                                                     |                                                        | SPÖ                                                    | ÖVP                                                    | FPÖ                                                    | GRÜNE                                                  | LIF/NEOS                                               | Sonstige                                               |
| ------------------------------------------------------ | ------------------------------------------------------ | ------------------------------------------------------ | ------------------------------------------------------ | ------------------------------------------------------ | ------------------------------------------------------ | ------------------------------------------------------ | ------------------------------------------------------ | ------------------------------------------------------ |
| 8. Oktober 1978                                        |                                                        | Stimmenanteile (%)                                     | 42,23                                                  | 47,51                                                  | 7,70                                                   | –                                                      | –                                                      | 2,56                                                   |
| 8. Oktober 1978                                        | 3                                                      | Grundmandate                                           | 1                                                      | 1                                                      | 0                                                      | –                                                      | –                                                      | 0                                                      |
| 24. April 1983                                         |                                                        | Stimmenanteile (%)                                     | 39,57                                                  | 50,31                                                  | 6,10                                                   | 2,24                                                   | –                                                      | 1,78                                                   |
| 24. April 1983                                         | 4                                                      | Grundmandate                                           | 1                                                      | 2                                                      | 0                                                      | 0                                                      | –                                                      | 0                                                      |
| 18. November 1987                                      |                                                        | Stimmenanteile (%)                                     | 40,54                                                  | 43,04                                                  | 10,12                                                  | 4,23                                                   | –                                                      | 2,06                                                   |
| 18. November 1987                                      | 4                                                      | Grundmandate                                           | 2                                                      | 2                                                      | 0                                                      | 0                                                      | –                                                      | 0                                                      |
| 10. November 1991                                      |                                                        | Stimmenanteile (%)                                     | 37,13                                                  | 29,87                                                  | 20,02                                                  | 9,99                                                   | –                                                      | 2,99                                                   |
| 10. November 1991                                      | 4                                                      | Grundmandate                                           | 1                                                      | 1                                                      | 1                                                      | 0                                                      | –                                                      | 0                                                      |
| 13. Oktober 1996                                       |                                                        | Stimmenanteile (%)                                     | 31,99                                                  | 27,34                                                  | 21,67                                                  | 7,59                                                   | 9,78                                                   | 1,63                                                   |
| 13. Oktober 1996                                       | 4                                                      | Grundmandate                                           | 1                                                      | 1                                                      | 1                                                      | 0                                                      | 0                                                      | 0                                                      |
| 25. März 2001                                          |                                                        | Stimmenanteile (%)                                     | 35,27                                                  | 29,08                                                  | 18,31                                                  | 12,40                                                  | 4,47                                                   | 0,47                                                   |
| 25. März 2001                                          | 4                                                      | Grundmandate                                           | 1                                                      | 1                                                      | 0                                                      | 0                                                      | 0                                                      | 0                                                      |
| 23. Oktober 2005                                       |                                                        | Stimmenanteile (%)                                     | 36,59                                                  | 34,73                                                  | 11,00                                                  | 15,56                                                  | –                                                      | 2,12                                                   |
| 23. Oktober 2005                                       | 3                                                      | Grundmandate                                           | 1                                                      | 1                                                      | 0                                                      | 0                                                      | –                                                      | 0                                                      |
| 10. Oktober 2010                                       |                                                        | Stimmenanteile (%)                                     | 34,93                                                  | 28,79                                                  | 19,78                                                  | 13,53                                                  | –                                                      | 2,98                                                   |
| 10. Oktober 2010                                       | 3                                                      | Grundmandate                                           | 1                                                      | 1                                                      | 0                                                      | 0                                                      | –                                                      | 0                                                      |
| 11. Oktober 2015                                       |                                                        | Stimmenanteile (%)                                     | 32,51                                                  | 20,25                                                  | 25,22                                                  | 11,06                                                  | 9,74                                                   | 1,21                                                   |
| 11. Oktober 2015                                       | 3                                                      | Grundmandate                                           | 1                                                      | 0                                                      | 1                                                      | 0                                                      | 0                                                      | 0                                                      |
| 11. Oktober 2020                                       |                                                        | Stimmenanteile (%)                                     | 31,36                                                  | 32,45                                                  | 5,02                                                   | 14,27                                                  | 11,55                                                  | 5,33                                                   |
| 11. Oktober 2020                                       | 3                                                      | Grundmandate                                           | 1                                                      | 1                                                      | 0                                                      | 0                                                      | –                                                      | 0                                                      |